# Arcidiocesi di Madurai
L'arcidiocesi di Madurai (in latino Archidioecesis Madhuraiensis) è una sede metropolitana della Chiesa cattolica in India. Nel 2023 contava 275.000 battezzati su 7.083.000 abitanti. È retta dall'arcivescovo Antonysamy Savarimuthu.

## Territorio
L'arcidiocesi comprende i distretti di Madurai, Virudhunagar, Theni e parte del distretto di Dindigul (i taluks di Batlagundu, Kodaikanal e Nilakkottai) nello stato indiano del Tamil Nadu.
Sede arcivescovile è la città di Madurai, dove si trova la cattedrale di Santa Maria Addolorata.
Il territorio è suddiviso in 79 parrocchie, raggruppati in 7 vicariati.

### Provincia ecclesiastica
La provincia ecclesiastica di Madurai, istituita nel 1953, comprende queste suffraganee:
- diocesi di Dindigul,
- diocesi di Kottar,
- diocesi di Kuzhithurai,
- diocesi di Palayamkottai,
- diocesi di Sivagangai,
- diocesi di Tiruchirapalli,
- Diocesi di Tuticorin.

## Storia
La diocesi di Madura fu eretta l'8 gennaio 1938 con la bolla Si inter infideles di papa Pio XI, ricavandone il territorio dalla diocesi di Trichinopoly (oggi diocesi di Tiruchirapalli). Originariamente era suffraganea dell'arcidiocesi di Bombay.
Il 21 ottobre 1950 assunse il nome di diocesi di Madurai con il decreto Cum post rerum della congregazione di Propaganda Fide.
Il 19 settembre 1953 è stata elevata al rango di arcidiocesi metropolitana con la bolla Mutant res di papa Pio XII.
Successivamente ha ceduto porzioni del suo territorio a vantaggio dell'erezione di nuove diocesi e precisamente:
- la diocesi di Palayamkottai il 17 maggio 1973;
- la diocesi di Sivagangai il 3 luglio 1987;
- la diocesi di Dindigul il 10 novembre 2003.

## Cronotassi dei vescovi
Si omettono i periodi di sede vacante non superiori ai 2 anni o non storicamente accertati.
- John Peter Leonard, S.I. † (8 gennaio 1938 - 13 aprile 1967 ritirato[2])
- Justin Diraviam † (13 aprile 1967 - 3 dicembre 1984 ritirato)
- Casimir Gnanadickam, S.I. † (3 dicembre 1984 - 26 gennaio 1987 nominato arcivescovo di Madras e Mylapore)
- Marianus Arokiasamy † (3 luglio 1987 - 22 marzo 2003 ritirato)
- Peter Fernando † (22 marzo 2003 - 26 luglio 2014 ritirato)
- Anthony Pappusamy (26 luglio 2014 - 4 novembre 2024 ritirato)
- Antonysamy Savarimuthu[3], dal 5 luglio 2025

## Statistiche
L'arcidiocesi nel 2023 su una popolazione di 7.083.000 persone contava 275.000 battezzati, corrispondenti al 3,9% del totale.
| anno | popolazione | popolazione | popolazione | presbiteri | presbiteri | presbiteri | presbiteri                | diaconi | religiosi | religiosi | parrocchie |
| anno | battezzati  | totale      | %           | numero     | secolari   | regolari   | battezzati per presbitero | diaconi | uomini    | donne     | parrocchie |
| ---- | ----------- | ----------- | ----------- | ---------- | ---------- | ---------- | ------------------------- | ------- | --------- | --------- | ---------- |
| 1969 | 253.046     | 7.115.292   | 3,6         | 185        | 99         | 86         | 1.367                     |         | 226       | 853       | 84         |
| 1980 | 242.500     | 4.994.850   | 4,9         | 182        | 83         | 99         | 1.332                     |         | 224       | 950       | 73         |
| 1990 | 137.592     | 3.172.625   | 4,3         | 166        | 65         | 101        | 828                       |         | 226       | 908       | 52         |
| 1999 | 297.032     | 5.793.954   | 5,1         | 174        | 75         | 99         | 1.707                     |         | 239       | 785       | 60         |
| 2000 | 299.428     | 6.395.244   | 4,7         | 191        | 77         | 114        | 1.567                     |         | 269       | 821       | 62         |
| 2001 | 300.244     | 5.889.320   | 5,1         | 184        | 80         | 104        | 1.631                     |         | 227       | 795       | 64         |
| 2002 | 304.142     | 5.954.858   | 5,1         | 188        | 76         | 112        | 1.617                     |         | 186       | 866       | 65         |
| 2003 | 308.450     | 5.997.860   | 5,1         | 188        | 82         | 106        | 1.640                     |         | 256       | 852       | 65         |
| 2004 | 170.000     | 5.495.800   | 3,1         | 198        | 78         | 120        | 858                       |         | 313       | 989       | 59         |
| 2013 | 115.166     | 6.170.000   | 1,9         | 250        | 98         | 152        | 460                       |         | 398       | 1.097     | 69         |
| 2016 | 250.000     | 6.413.000   | 3,9         | 251        | 98         | 153        | 996                       |         | 403       | 1.100     | 69         |
| 2019 | 269.920     | 6.744.177   | 4,0         | 278        | 93         | 185        | 970                       |         | 417       | 1.117     | 75         |
| 2021 | 269.670     | 6.943.000   | 3,9         | 290        | 94         | 196        | 929                       |         | 330       | 1.194     | 79         |
| 2023 | 275.000     | 7.083.000   | 3,9         | 343        | 89         | 254        | 343                       |         | 394       | 1.213     | 79         |